# British Weekly

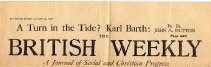
O ediție a ziarului British Weekly din 1929, publicată de John A Hutton

British Weekly: A Journal of Social and Christian Progress a fost un ziar britanic influent încă de la înființarea sa în 1886 și până în secolul al XX-lea. A fost publicat de editura Hodder & Stoughton și a devenit unul dintre cele mai de succes ziare religioase ale vremii sale, fiind considerat, potrivit lucrării Dictionary of Nineteenth-century Journalism in Great Britain and Ireland (2009), „o forță centrală în modelarea și promovarea «conștiinței nonconformiste»”.

## Fondare și influență
Fondatorul și redactorul nominal al ziarului a fost William Robertson Nicoll⁠(d), care a condus de jure această publicație până la moartea sa în 1923, dar redactorul de facto a fost în realitate asistenta sa, Jane T. Stoddart⁠(d). Articolul dedicat ei în lucrarea de referință Dictionary of National Biography⁠(d) a fost scris chiar de redactorul general al DNB, Colin Matthew⁠(d), care a scris că ea:
| “ | a devenit în 1890 jurnalist cu normă întreagă, lucrând ca redactor asistent la ziarul de mare succes al lui Nicoll, British Weekly, principalul ziar nonconformist din Londra. Stoddart a devenit principalul intervievator al ziarului într-o perioadă în care interviul devenea o caracteristică proeminentă a săptămânalelor britanice; multe dintre interviurile ei au fost publicate sub pseudonimul Lorna. În politică, Stoddart a fost o imperialistă liberală energică și destul de influentă asupra nonconformismului în acest sens. | ” |

Biografia lui Nicoll din ediția din 1911 a lucrării Encyclopedia Britannica descrie ziarul său ca „un organ de presă nonconformist care a dobândit o mare influență asupra convingerilor religioase din bisericile libere”, adică din acele denominațiuni creștine care nu sunt nici biserica de stat (Biserica Anglicană) și nici Biserica Romano-Catolică. Nicoll a intenționat ca ziarul să devină vehiculul principal al „opiniei nonconformiste liberale” și a reușit, deoarece tirajul publicației a ajuns la 100.000 de exemplare.
Cartea Voices of Nonconformity: William Robertson Nicoll and the British Weekly, publicată în anul 2011 de The Lutterworth Press, susține că Nicoll a fondat ziarul pentru a „prezenta cititorilor nonconformiști tot ce este mai bun în cultura contemporană, precum și pentru a promova o agendă politică liberală”. El a urmat stilul ziarului Pall Mall Gazette⁠(d), prin „includerea de interviuri cu personalități proeminente, utilizarea de ilustrații și fotografii, suplimente speciale, reportaje de investigație, titluri senzaționaliste și dezbateri serializate”. Nicoll „a dat glas «conștiinței nonconformiste» moderate, promovând egalitatea religioasă și educația populară”. O recenzie a acestei cărți în Journal of Scottish Historical Studies⁠(d) a descris British Weekly drept „unul dintre cele mai de succes ziare religioase ale vremurilor sale” și pe Nicoll ca „un susținător remarcabil al «Noului Jurnalism» și o voce de prim rang a „conștiinței nonconformiste» în Marea Britanie din perioada victoriană târzie”. (Expresia „Noul Jurnalism⁠(d)” a fost inventată de Matthew Arnold în 1887 pentru a descrie stilul senzaționalist al ziarului Pall Mall Gazette și al redactorului său reformist W. T. Stead⁠(d).)
Biograful jurnalistului și editorului socialist creștin Arthur Mee⁠(d) consideră că British Weekly a fost cel mai influent dintre toate publicațiile religioase din Marea Britanie.

## Urmări
Autorul cărții din 2011 afirmă că „The British Weekly a achiziționat Christian World în anii 1960, dar în anii 1970 ea a trecut în proprietatea companiei Christian Weekly Newspapers, editoarea Church of England Newspaper⁠(d)”. O altă sursă menționează că redacția ziarului s-a mutat de la Edinburgh pe Fleet Street⁠(d) din Londra în 1967 și că ziarul a fost vândut unui alt proprietar în 1970 (Church of England Newspaper, 7 februarie 2014).